# War gladh tu helga Christenhet
War gladh tu helga Christenhet är en julpsalm, som enligt Högmarck (1736) översattes från latin Christi caterva clamitet till svenska av Laurentius Petri Nericius. 

## Publicerad i
- Swenske Songer eller wisor 1536 med titeln War gladh tu helga Christenheet under rubriken "Under samma noter".[2]
- Een liten Songbook under rubriken "De nativitate Christi".[3]

- 1572 års psalmbok med titeln WAR gladh tu helgha Christenheet under rubriken "Någhra Hymner och andra Loffsonger om Christi födelse".[4]

- Göteborgspsalmboken under rubriken "Om Christi Födelse".[5]
- 1695 års psalmbok som nr 123 under rubriken "Jule-högtids Psalmer - Om Christi Födelse".